# Barranc de Canarill (les Esglésies)
El barranc de Canarill és un barranc, afluent del riu de les Esglésies. Discorre íntegrament pel terme de Sarroca de Bellera, al Pallars Jussà, però té la primera part del seu curs dins de l'antic terme de Benés, de l'Alta Ribagorça.
El barranc es forma just al nord del poble de Sentís per la unió de dos altres barrancs: el dels Penals, que procedeix del nord-oest, i el de les Saüqueres, al qual anteriorment s'ha unit el dels Solanells, que venen del costat de ponent.
El barranc de Canarill discorre de nord-oest a sud-est, però quan arriba a ponent de les Esglésies, al tram final, gira cap al sud i encara més tard cap al sud-oest, de manera que corre un bon tros paral·lel al riu de les Esglésies, abans d'abocar-s'hi.